# Wandisa Guida
Wandisa Guida (Trani, 2 aprile 1935) è un'attrice italiana.

## Biografia
Dopo gli studi liceali a Trani, inizia la sua carriera cinematografica nel 1956 interpretando ruoli di secondo piano in una serie di pellicole melodrammatico-sentimentali, tra cui Incatenata dal destino di Enzo Di Gianni, C'è un sentiero nel cielo e Serenate per 16 bionde, entrambi diretti nel 1957 da Marino Girolami e interpretati da Claudio Villa. Ha un ruolo piccolo ma significativo ne I vampiri di Riccardo Freda, primo horror del cinema italiano.
Sempre nel 1957 è stata interprete in televisione dello sceneggiato televisivo Jane Eyre, diretto da Anton Giulio Majano.
Si trasferisce a Roma dove si sposa con il noto produttore cinematografico Luciano Martino.
Attrice dalla bellezza al contempo solare e intrigante, si afferma come una delle regine del peplum, affiancando i vari Mark Forest, Richard Harrison, Samson Burke, Gordon Scott, in film come La vendetta di Ercole (Vittorio Cottafavi, 1960), Il gladiatore di Roma (Mario Costa, 1962), I giganti di Roma (Antonio Margheriti, 1964), Maciste nelle miniere di re Salomone (Piero Regnoli, 1964). Nello stesso periodo affianca Ubaldo Lay in un episodio della serie Giallo club (Tenente Sheridan), dal titolo Tenente Sheridan - Vacanze col gangster (Stefano De Stefani, 1960).
Dopo una lunga assenza, torna sugli schermi nel 1982 con l'horror "etruscologico" Assassinio al cimitero etrusco di Christian Plummer (Sergio Martino) che resta la sua ultima interpretazione.

## Filmografia

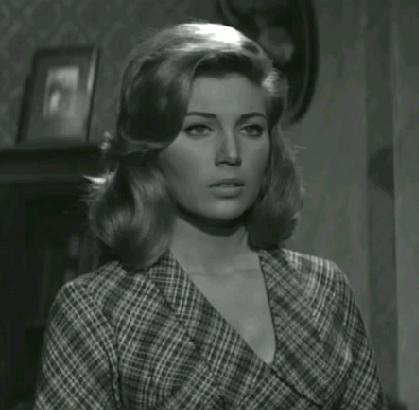
Wandisa Guida in Gli eroi del doppio gioco (1963)

- Incatenata dal destino, regia di Enzo Di Gianni (1956)
- I vampiri, regia di Riccardo Freda e, non accreditato, Mario Bava (1956)
- Serenate per 16 bionde, regia di Marino Girolami (1957)
- La canzone più bella, regia di Ottorino Franco Bertolini (1957)
- C'è un sentiero nel cielo, regia di Marino Girolami (1957)
- I colpevoli, regia di Turi Vasile (1957)
- Il conte di Matera, regia di Luigi Capuano (1957)
- Dinanzi a noi il cielo, regia di Roberto Savarese (1957)
- La trovatella di Pompei, regia di Giacomo Gentilomo (1957)
- Carosello di canzoni, regia di Luigi Capuano (1958)
- Il cavaliere senza terra, regia di Giacomo Gentilomo (1958)
- Mia italida stin Ellada, regia di Umberto Lenzi (1958)
- Totò e Marcellino, regia di Antonio Musu (1958)
- I prepotenti, regia di Mario Amendola (1958)
- Quando gli angeli piangono, regia di Marino Girolami (1958)
- I mafiosi, regia di Roberto Mauri (1959)
- Il padrone delle ferriere, regia di Anton Giulio Majano (1959)
- Cavalcata selvaggia, regia di Piero Pierotti (1960)
- Tenente Sheridan - Vacanze col gangster, mediometraggio TV, regia di Stefano De Stefani (1960)
- La vendetta della maschera di ferro, regia di Henri Decoin e Francesco De Feo (1961)
- Capitani di ventura, regia di Angelo Dorigo (1961)
- Donne brutte, film TV, regia di Giacomo Vaccari (1961)
- Drakut il vendicatore, regia di Luigi Capuano (1961)
- La rivolta degli schiavi, regia di Nunzio Malasomma (1961)
- La vendetta della maschera di ferro, regia di Francesco De Feo (1961)
- La vendetta di Ursus, regia di Luigi Capuano (1961)
- Gli eroi del doppio gioco, regia di Camillo Mastrocinque (1962)
- Il gladiatore di Roma, regia di Mario Costa (1962)
- Giacobbe ed Esaù, regia di Mario Landi (1963)
- Ercole contro Roma, regia di Piero Pierotti (1964)
- I giganti di Roma, regia di Antonio Margheriti (1964)
- Maciste nelle miniere di re Salomone, regia di Piero Regnoli (1964)
- Le spie uccidono a Beirut, regia di Luciano Martino (1965)
- I tre sergenti del Bengala, regia di Umberto Lenzi (1965)
- A 077 - Sfida ai killers, regia di Antonio Margheriti (1966)
- Operazione Goldman, regia di Antonio Margheriti (1966)
- Assassinio al cimitero etrusco, regia di Sergio Martino (1982)

## Prosa  televisiva Rai
- Quella, di Cesare Giulio Viola, regia di Guglielmo Morandi, 1957
- Fuenteovejuna di Lope de Vega, regia di Anton Giulio Majano, trasmessa il 3 aprile 1959.
- Scrollina di Achille Torelli, regia di Eros Macchi, trasmessa il 28 agosto 1959.
- Lo schiavo impazzito, regia di Mario Lanfranchi, trasmessa l'11 novembre 1960.
- Charlov e le figlie, da Ivan Turgenev, regia di Giandomenico Giagni, 11 marzo 1966.

## Doppiatrici italiane
- Maria Pia Di Meo in La vendetta di Ursus, Ercole contro Roma, Totò e Marcellino
- Fiorella Betti in La trovatella di Pompei, I vampiri
- Rita Savagnone in Il padrone delle ferriere
- Dhia Cristiani in Il gladiatore di Roma
- Gabriella Genta in Maciste nelle miniere di re Salomone
- Germana Dominici in Assassinio al cimitero etrusco